# Homestead National Monument of America

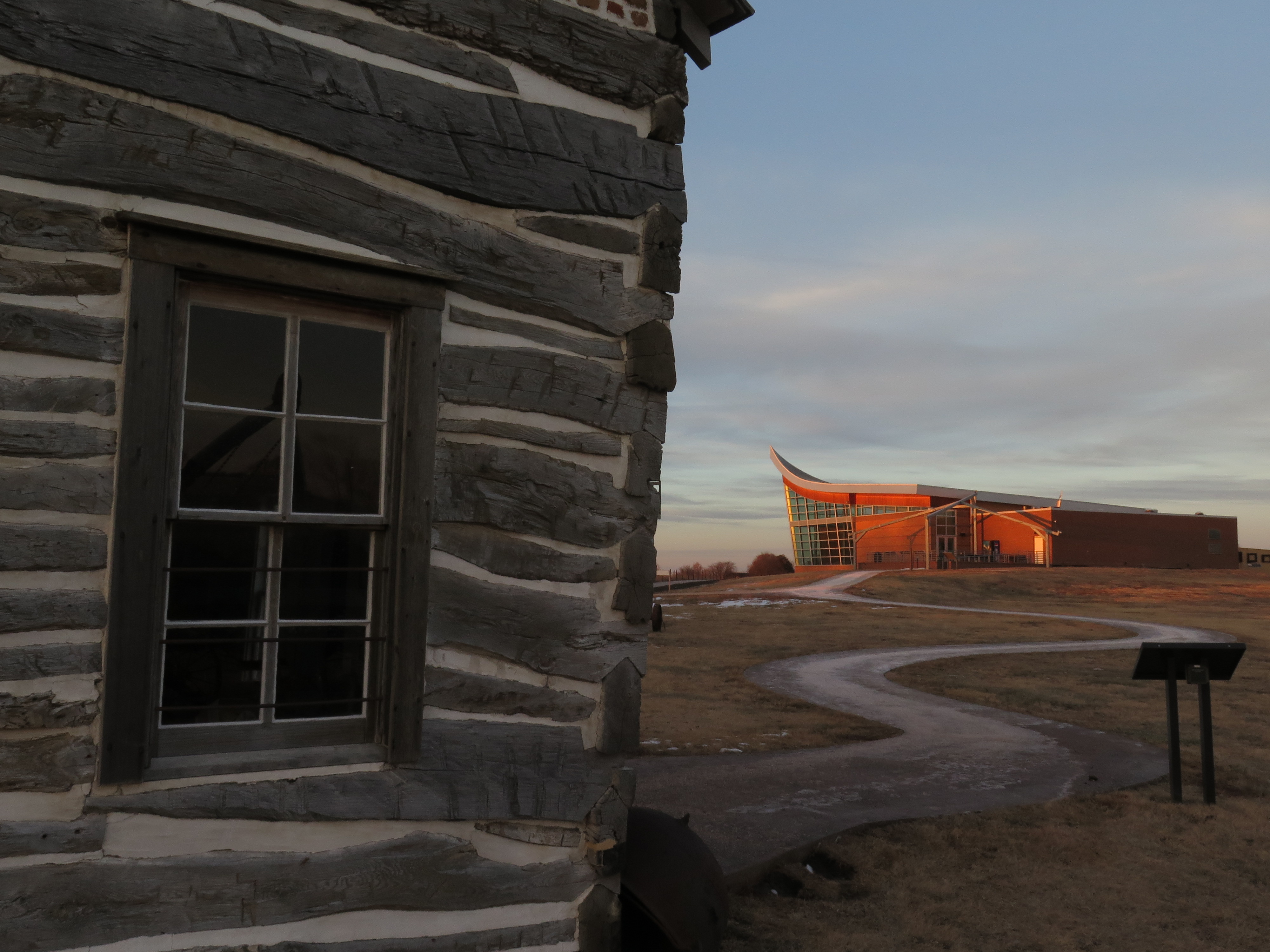
Uitzicht op het Homestead Heritage Center vanuit de historische Palmer-Epard-hut.

Homestead National Monument of America, een onderdeel van het National Park System, herdenkt de passage van de Homestead Act van 1862, die elke gekwalificeerde persoon in staat stelde om tot 160 acres (0,65 km2) te claimen van land dat in federale eigendom is, in ruil voor vijf jaar verblijf en de teelt en verbetering van het eigendom. De wet heeft uiteindelijk 270.000.000 acres (1.100.000 km2) aan land van publiek naar particulier eigendom overgedragen.
Het nationale monument ligt vijf mijl ten westen van Beatrice, Gage County, Nebraska op een locatie met enkele van de eerste hectaren die met succes zijn geclaimd onder de Homestead Act. Het nationale monument werd voor het eerst op 15 oktober 1966 opgenomen in het National Register of Historic Places.

## Homestead Heritage Center and Education Center
Het Homestead Heritage Centre, gebouwd in 2007, bevat exposities die het effect van de Homestead Act op immigratie, landbouw, inheemse stammen, het tallgrass prairie-ecosysteem en het federale landbeleid behandelen. De daklijn van het midden lijkt op een "enkele ploeg die door de aarde beweegt" en de parkeerplaats meet precies 1 acre (4.000 m2). Een apart Education Center toont presentaties voor wetenschap en sociale wetenschappen die via afstandsonderwijs met klaslokalen overal in de Verenigde Staten kunnen worden gedeeld.

## Tallgrass Prairie

Het Homestead Heritage Center kijkt uit over de 100 hectare gerestaureerde Tallgrass-prairie in Homestead National Monument of America. 3 mijl aan wandelroutes die door de prairie lopen, maken een verdere verkenning van dit ecosysteem mogelijk.

Het park omvat 100 acres (0,40 km2) aan Tallgrass Prairie, gerestaureerd om op het ecosysteem te lijken dat ooit de centrale vlakten van de Verenigde Staten bedekte - en dat bijna door de homesteaders werd uitgeroeid. Deze restauratie, waarvoor regelmatig maaien, hooien en voorgeschreven verbrandingen nodig zijn, wordt al meer dan 60 jaar beheerd door de National Park Service en is de oudste in het National Park System. Het park onderhoudt ongeveer 2,7 mijl (4,3 km) aan wandelpaden door de weide en het bos rondom Cub Creek, ook toegankelijk met een all-terrain rolstoel.

## Palmer-Epard-hut

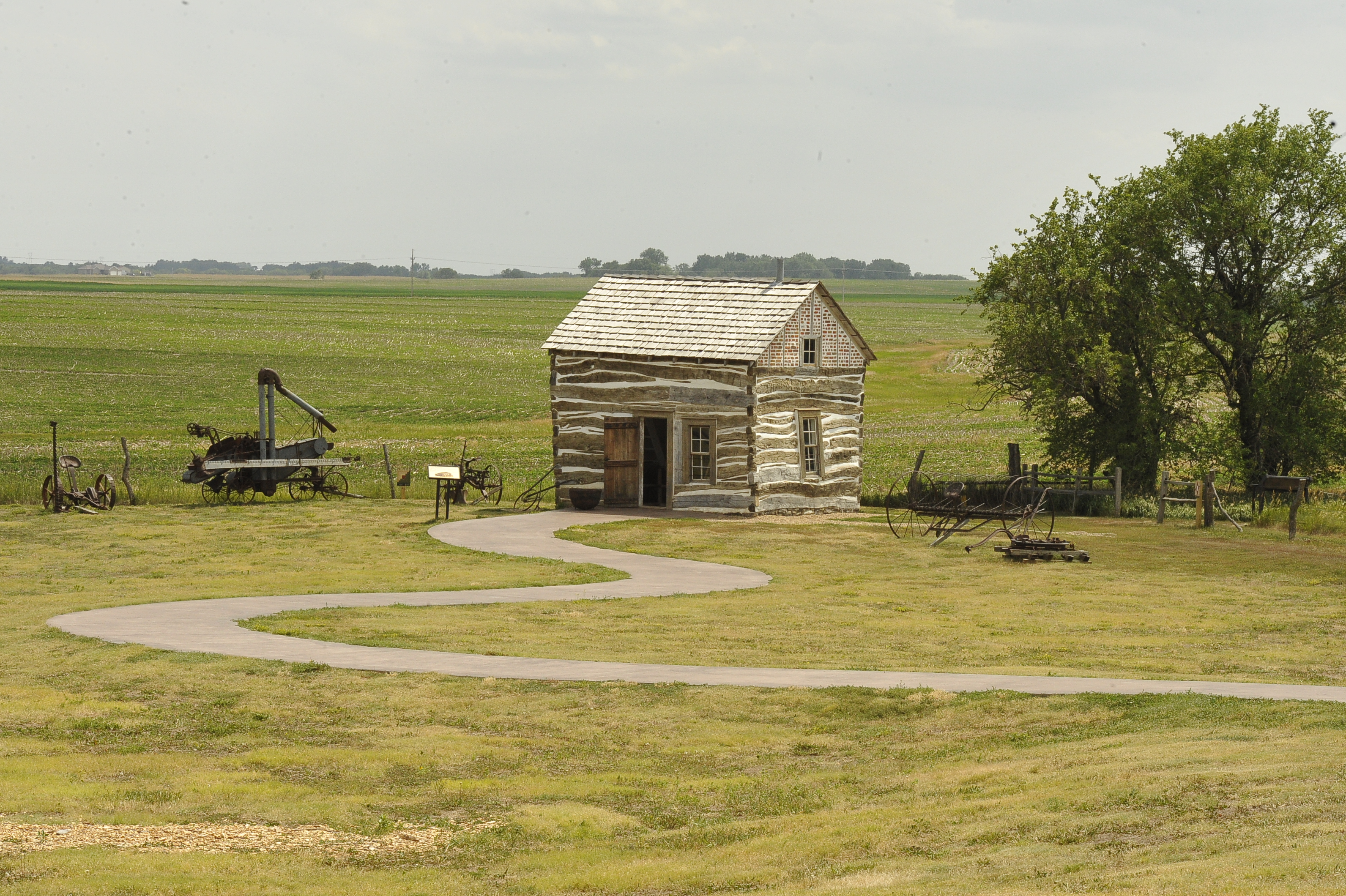
Palmer-Epard-hut

In 1867 bouwde George W. Palmer de Palmer-Epard-hut uit gemengd hardhout ongeveer 14 mijl ten noordoosten van het monument. De hut is ongeveer 14 × 16 voet groot en is representatief voor de lokale bouwstijl. Palmer woonde in de hut met zijn vrouw en 10 kinderen. Tussen 1875 en 1880, werd een 10 × 12 voet gedeelte aangebouwd aan de achterkant van de cabine, en de Palmers bleven erin wonen tot 1895, toen het werd verkocht aan neven Eugene Mumford en William Foreman. Een paar jaar later werd de boerderij verkocht aan Lawrence en Ida Mumford Epard, die bijna 40 jaar in de hut woonden. De hut werd in 1950 aan het park geschonken en is in de tussenliggende jaren verschillende keren verplaatst en gerestaureerd.

## Freeman School

The Freeman School. Een historische een-kamer school in Homestead National Monument of America.

De Freeman School, gebouwd van dikke rode bakstenen met gebeeldhouwde kalksteen lateien, was de langste continu gebruikte een-kamer school in Nebraska (1872-1967). De school diende ook als een Lutherse kerk, een stembureau voor Blakely Township, en een gemeenschapscentrum voor debatten en clubs. De National Park Service heeft de school gerestaureerd om de authenticiteit van de jaren 1870 terug te brengen.
De Freeman School was de focus van een vroege, invloedrijke rechterlijke beslissing met betrekking tot de scheiding van kerk en staat. In 1899 klaagde Daniel Freeman het schoolbestuur aan nadat een lerares, Edith Beecher, weigerde te stoppen met bidden, de bijbel lezen en evangelieliederen zingen in haar klaslokaal. In Freeman v. Scheve, et al. (1902) oordeelde het Hooggerechtshof van Nebraska dat de activiteiten van Beecher bepalingen van de grondwet van Nebraska schonden.

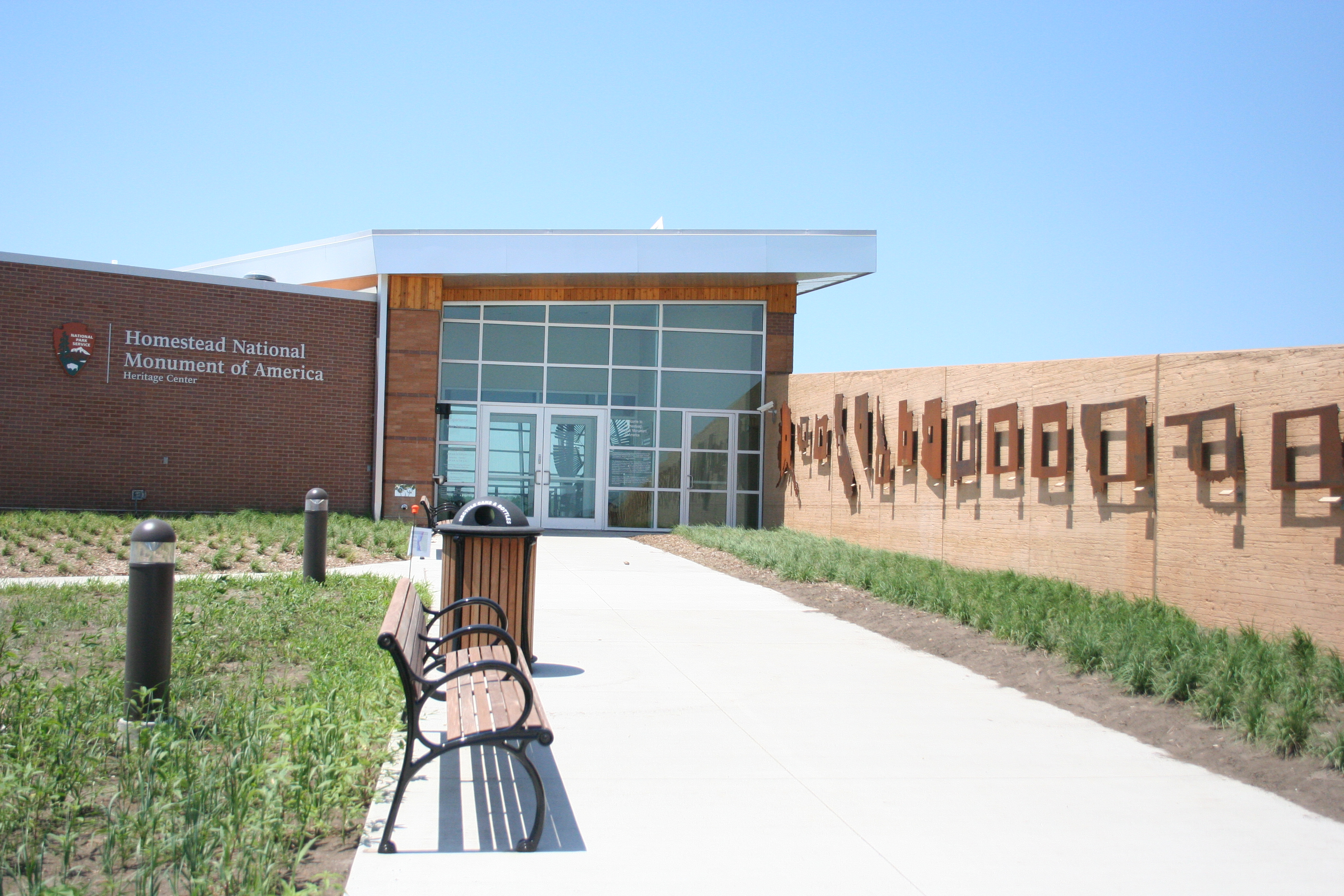
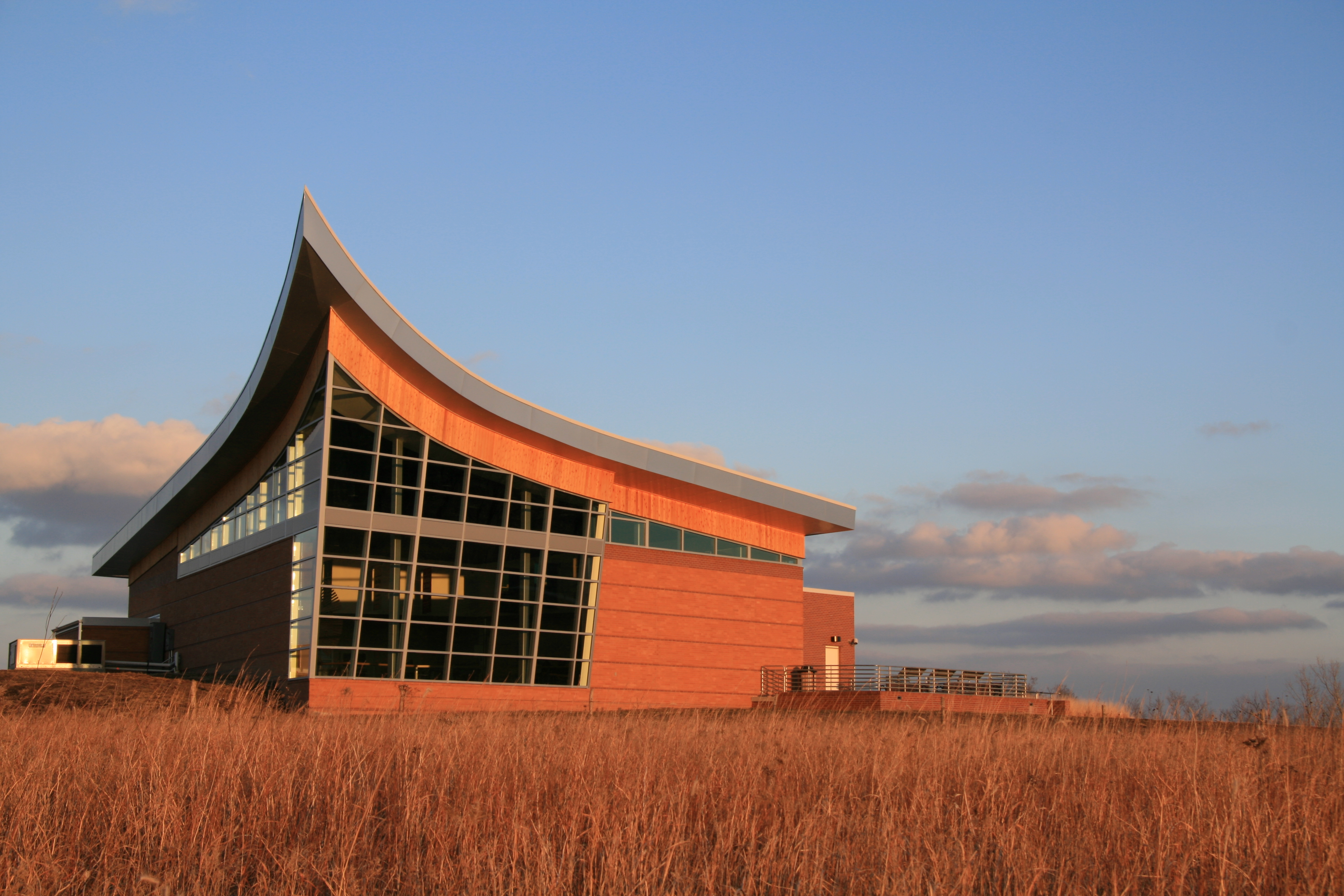
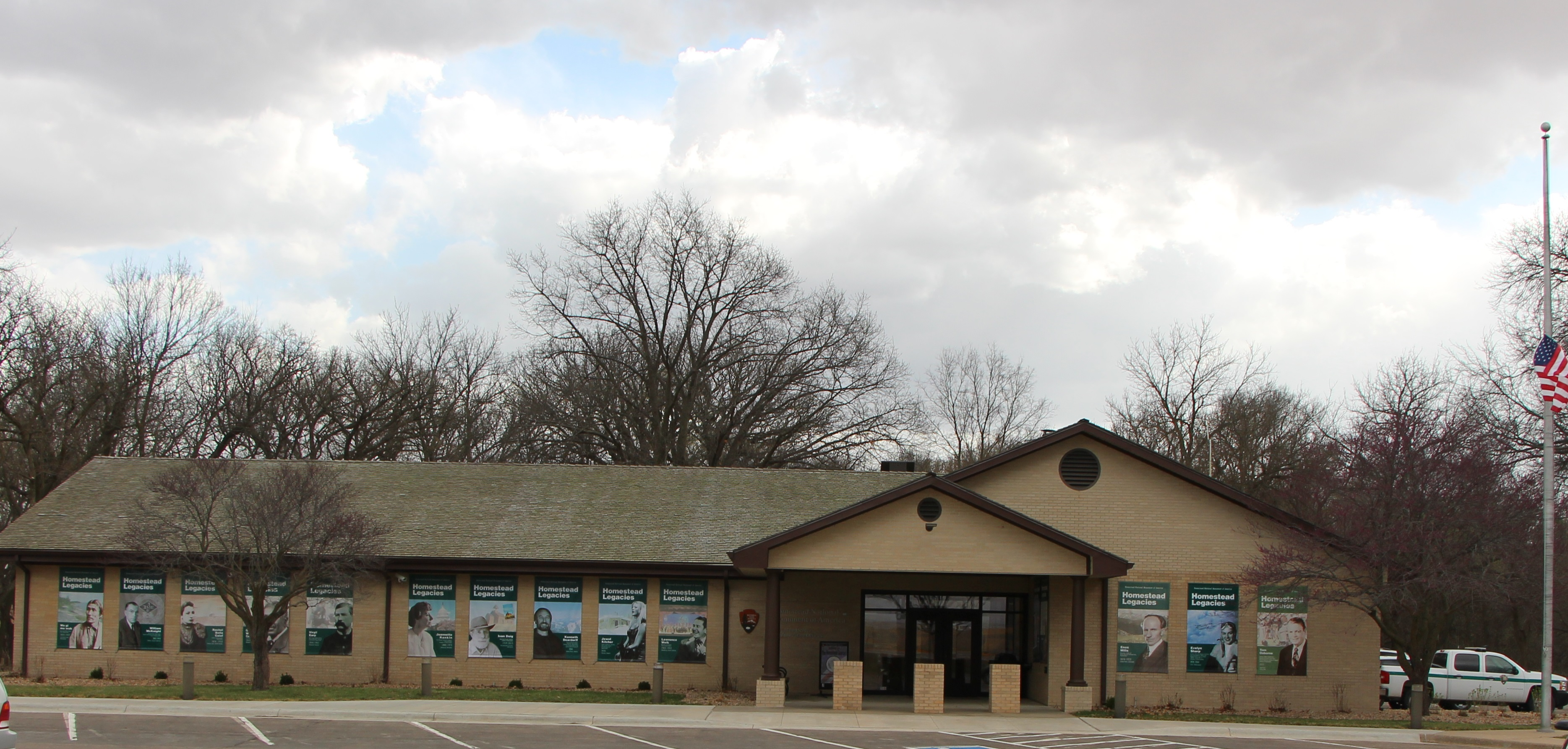